# Cerkev sv. Gajane
Cerkev svete Gajane (armensko Սուրբ Գայանե եկեղեցի; izgovori Surb Gajane jekegheci) je armenska cerkev iz 7. stoletja v Vagharšapatu oziroma Ečmiadzinu, verskem središču Armenije. Stoji nekaj korakov od Ečmiadzinske stolnice iz leta 301. Cerkev sv. Gajane je leta 630 zgradil katolikos Ezra I. Njena zasnova je ostala nespremenjena kljub delnim prenovam kupole in nekaterih stropov leta 1652.
Gajané je bilo ime opatice, ki jo je leta 301 Tiridat III. v Armeniji mučil skupaj z drugimi redovnicami in nato postavili za svetnico Armenske apostolske cerkve .
Leta 2000 je bila cerkev sv. Gajane uvrščena na seznam Unescove svetovne dediščine in armenskih zgodovinskih cerkva Vagharšapata .

## Zgodovina
Cerkev sv. Gajane stoji na mestu, kjer je bila omenjena svetnica mučena v času spreobrnjenja Armenije v krščanstvo leta 301. Armenski zgodovinar iz 5. stoletja Agathangelos je zapisal, da naj bi se mlada in lepa Hripsimé, ki je bila takrat krščanska redovnica v Rimu, na silo poročila z rimskim cesarjem Dioklecijanom. Ona in opatinja Gajané sta z drugimi redovnicami zbežali od tiranskega cesarja in se odpravili v Armenijo. Poganski armenski kralj Tiridat je od Dioklecijana prejel pismo, v katerem je opisal njeno lepoto. Tiridat je odkril, kje se skrivajo redovnice in se zaljubil v Hripsimo in kasneje Gajano. Potem ko je zavrnila njegovo osvajanje, so Hripsimo mučili, mučili so tudi Gajané in pozneje na tem mestu zgradili cerkev. Preostala skupina osemindvajsetih neimenovanih redovnic je bila umorjena na lokaciji cerkve Šoghakat. V času, ko so mučili Hripsimé, ji je Gayané rekla, naj se »veseli in trdno stoji« v svoji veri. Kralj Tirdiat naj bi bil pozneje spreobrnjen v krščanstvo, ki je postala uradna religija kraljestva.

## Arhitektura
Cerkev sv. Gayané je triladijska bazilika z osmerokotnim bobnom, ki leži na štirih stebrih, ki delijo notranjost cerkve na tri ladje. Srednji odseki stranskih ladij so rahlo dvignjeni nad vogali in pokrite z oboki tvorijo prečno ladjo. Na vzhodni steni notranjosti cerkve je polkrožna apsida s pravokotno komoro na obeh straneh. V notranjost zgradbe vodijo trije portali. Glavni portal vstopa skozi obokani portik, dva stranska vhoda pa sta na severni in južni steni.
Zunanjost cerkve se od notranjosti razlikuje po tem, da ima dvokapno streho, tloris v obliko križa z bobnom in kupolo, ki sta postavljena v sredino glavne zgradbe.
Na zahodno pročelje cerkve je bil leta 1683 dodan triločni portik kot pokopališče uglednih armenskih duhovnikov. Galerijo sestavlja pet različnih, vendar neprekinjenih obočnih pol, od katerih je vsaka odprt in povezana s sosednjimi. Njene tri srednje obočne pole imajo obokane strope in velike obokane odprtine, ki vodijo do zunanjega dvorišča. Dve stranski poli sta nekoliko nižji in sta tudi obokani. Vsaka je obdana s stenami na treh straneh z majhnimi štirilistnimi okni, nameščenimi na zunanjih stenah. Freske duhovnikov krasijo niše vzdolž notranjih sten timpanona, svetniki pa so upodobljeni na freski timpanona nad glavnimi vrati. Na strehi nad obema končnima obočnima polama sedijo simpatične šeststebrne kupole, ki jih je mogoče videti od zunaj.
Sveta Gajane je skupaj z eminentnimi cerkvami, kot so sv. Hripsime, stolnica Zvartnoc in matična Ečmiadzinska stolnica, postala bistvo in steber duhovne moči krščanske Armenije.

## Galerija
- Freske duhovnikov pod portikom na sprednji strani cerkve.
- Glavni notranji prostor.
- Apsida na vzhodnem koncu.
- Notranjost bobna in kupole.
- Detajl
- Zunanjost
- Streha
- Notranjost